# Kids in Glass Houses
Kids in Glass Houses é uma banda de rock alternativo criada em Cardiff, capital do País de Gales. Citando influências que vão desde o pop clássico como The Police, Michael Jackson, Prince, e The Beach Boys, até o rock Britânico de Stereophonics, Blur, Pulp, para o estilo hardcore/punk de Glassjaw, Refused e The Movielife, a banda faz parte da cena musical de Cardiff. O nome da banda é inspirado numa canção lírica do Glassjaw, "Tip Your Bartender". A parte da letra é "not throwing stones at you anymore".

## História

### Primeiros anos (2003-2007)
O quinteto tinha uma série de faixas de apoio durante o final de 2006 e início de 2007, tocando ao lado de Lostprophets, 30 Seconds to Mars, Hundred Reasons, Manic Street Preachers e The Goo Goo Dolls. Nos estágios iniciais da banda, também dividiram o palco com Funeral for a Friend e The Used no Taste of Chaos em 2005 na turnê no RU, em Cardiff. Também apoiaram a turnê do Funeral for a Friend em Dezembro de 2007; também apoiaram o Paramore e o New Found Glory em 2008 durante a Riot! Tour –durante o mesmo, o guitarrista Iain Mahanty, juntou as duas bandas no palco para executar uma de suas músicas, "Hit Or Miss".
Durante seu tempo como uma banda com pouco reconhecimento, a banda acumulou uma quantidade rara e sem precedentes de imprensa e de apoio da mídia rock, incluindo a Kerrang! e NME assim como a BBC Radio 1 e XFM. Em uma entrevista a um programa, o vocalista do Lostprophets, Ian Watkins, alegou que "bandas pouco conhecidas como Kids in Glass Houses são muito melhores do que qualquer banda conhecida." 
Em Agosto de 2007, a banda foi indicada na categoria 'Artista Revelação Britânico' na Kerrang Awards, na qual perderam para a banda Gallows. Apesar da decepção dos Kids in Glass Houses "por não terem vencido," seus amigos do Lostprophets levaram a banda junto a eles no palco para reivindicar seu próprio prêmio. Durante os preparativos para a premiação, Kids in Glass Houses, fizeram um show especial intitulado 'The Day Of Rock', durante a Zavvi na Oxford Street, Londres, ao lado de Enter Shikari, Fightstar, The Answer e Turisas.
Em Outubro de 2007, a banda confirmou 16 datas na turnê Britânica, apoiado por Tonight Is Goodbye em Londres, e os amigos da banda como parte da organização do show –Saidmike (Now Straight) e The New 1920. Após o paio de seus amigos, Funeral for a Friend convidou a banda para apoiar a sua turnê em pelo Reino Unido em Dezembro de 2007.

### Smart Casual(2008)
Eles assinaram contrato com a Roadrunner Records em 8 de Dezembro de 2007, pouco antes de subir no palco abrir o show do Funeral For A Friend.
A banda lançou "Easy Tiger" como seu próximo single. O vídeo do single recebeu rotação considerável em canais de música, entrou no Rop 10 da Kerrang! Overdrive após a primeira semana de seu lançamento.
A banda lançou seu primeiro álbum, intitulado Smart Casual, em 26 de Maio de 2008. O álbum traz três regravações de músicas do E-Pocalypse!. Antes disso, o single "Give Me What I Want" (uma regravação da faixa "Me Me Me") foi lançado em 19 de Maio de 2008.
Em 21 de Maio de 2008, a banda embarcou em uma turnê para promover o álbum Smart Casual que terminou com uma performance no Astoria 2 em 5 de Junho de 2008. As apresentações de abertura foi fornecido pela banda Americana de punk rock Valencia.
Este foi seguido por outra turnê mundial durante Outubro, com apoio proporcionado por This City e Save Your Breath.
Entre as turnês de Outubro e Dezembro, a banda gravou seu álbum de estreia na Long Wave Studios com Romesh Dodangoda, que também produziu o EP anterior da banda. Durante as sessões de gravação, a banda gravou uma versão ao vivo de da canção do Glassjaw, "Ry Ry's Song".
Nessa época também fizeram performances de abertura na Europa para o Zebrahead e o Simple Plan, na qual foram os primeiros a se apresentar.
A banda também foi um dos artistas de apoio para a turnê do Fall Out Boy no Reino Unido, em Março de 2009, juntamente com Hey Monday.
Em Fevereiro de 2009, o site oficial da banda lançou o vídeo de "Dance All Night". A canção foi anunciado como um single, com lançamento previsto para Março de 2009, mas não forneceu mais detalhes e foi anunciado lançamento para Abril de 2009, mais tarde, cancelando o lançamento como single.

### Dirt(2010)
A gravação do álbum começou em 1 de Agosto de 2009, no Texas, EUA. 
O primeiro single foi lançado em 5 de Outubro, intitulado "Youngblood (Let It Out)", sendo lançado para download digital. Seu segundo single "Matters At All" foi lançado no 31 de janeiro como um single digital e está disponível em todas as plataformas de costume. 
Dirt foi lançado em 29 de Março, a edição digital especial inclui três faixas bônus: "Believer", "Reputation", e "When The World Comes Down".
A banda entrou em turnê em Fevereiro e Março, fornecendo suporte para Lostprophets, juntamente com Hexes.
Em 2 de Maio eles embarcaram em sua primeira turnê que leva o mesmo nome tendo início em Newcastle e finalizando em Exeter no dia 14. Na data também incluíram Leeds, Manchester, Sheffield, Glasgow, Nottingham, Birmingham, Londres, Bournemouth e Falmouth. No dia 23 de Maio eles tocaram no 'In New Music we Trust', na Radio One Big Weekend em Bangor, País de Gales. Eles convidaram Frankie Sandford para se juntar a eles no palco para cantar "Undercover Lover". 
No sábado, 5 de Junho de 2010, a banda foi um dos três atos de apoio para o Stereophonics no seu show no Cardiff City Stadium.
Em 13 de Junho foi confirmado como a data de lançamento do terceiro single do álbum Dirt, "Undercover Lover", com participação de Frankie Sandford das The Saturdays.
A banda confirmou uma turnê no Reino Unido em Novembro de 2010.

## Membros

### Atuais
- Aled Phillips - vocais
- Joel Fisher - guitarra rítmica
- Iain Mahanty - guitarra
- Andrew Shay - baixo elétrico
- Philip Jenkins - bateria & percussão

### Antigos
- Aled Rees - guitarra
- Matt Hitt - guitarra
- Earl Phillips - baixo elétrico
- Luke Bentley - bateria
- Dopez - guitarra

## Discografia

### Álbuns de estúdio
- Smart Casual - Maio de 2008 (RU #29)
- Dirt - 29 de Março de 2010 (RU #27)

### EPs
- The Things Bricks Say (When Your Back Is Turned) - 2004
- Trust Issues with Magicians - 2005
- E-Pocalypse! - 2006

### Singles
- "Me Me Me" (conhecido também como "Give Me What I Want") - Junho de 2007
- "Easy Tiger" - Março de 2008
- "Give Me What I Want" (regravação de "Me Me Me") - Maio de 2008
- "Saturday" (regravação de "Skeletons") - Agosto de 2008
- "Fisticuffs" (regravação "Pick Flowers Not Fights") - Novembro de 2008
- "Youngblood (Let It Out)" - Outubro de 2009
- "Matters At All" - Janeiro de 2010
- "Undercover Lover" (participação Frankie Sandford) - Junho de 2010

## Desempenho nas tabelas musicais
| Ano  | Título                                           | Melhores posições | Melhores posições | Álbum        |
| Ano  | Título                                           | RU                | RU ROCK           | Álbum        |
| ---- | ------------------------------------------------ | ----------------- | ----------------- | ------------ |
| 2007 | "Me Me Me"                                       | –                 | –                 | E-Pocalypse! |
| 2008 | "Easy Tiger"                                     | 113               | –                 | Smart Casual |
| 2008 | "Give Me What I Want"                            | 62                | –                 | Smart Casual |
| 2008 | "Saturday"                                       | 184               | –                 | Smart Casual |
| 2008 | "Fisticuffs"                                     | –                 | –                 | Smart Casual |
| 2009 | "Youngblood (Let It Out)"                        | 151               | –                 | Dirt         |
| 2010 | "Matters At All"                                 | 65                | 1                 | Dirt         |
| 2010 | "Undercover Lover" participação Frankie Sandford | 161               | 3                 | Dirt         |